# Чемпионат мира по тяжёлой атлетике 1911 (II)
В 1911 году чемпионат мира по тяжёлой атлетике проводился четырежды: в Штутгарте, Берлине, Дрездене (все — Германия) и Вене (Австро-Венгрия). 16-й Чемпионат мира по тяжёлой атлетике прошёл с 13 по 14 мая в Берлине.

## Общий медальный зачёт
| Место | Страна   | Золото | Серебро | Бронза | Всего |
| ----- | -------- | ------ | ------- | ------ | ----- |
| 1     | Австрия  | 4      | 2       | 0      | 6     |
| 2     | Германия | 0      | 2       | 4      | 6     |
| всего | всего    | 4      | 4       | 4      | 12    |

## Медалисты
| Вес         | Золото                    | Серебро                         | Бронза                    |
| ----------- | ------------------------- | ------------------------------- | ------------------------- |
| До 60 кг    | Эмиль Климент (Австрия)   | Якоб Фогт (Германия)            | Освальд Грет (Германия)   |
| До 70 кг    | Йозеф Швабль (Австрия)    | Альберт Майер (Германия)        | Пауль Гнаук (Германия)    |
| До 80 кг    | Рудольф Освальд (Австрия) | Леопольд Хеннермюллер (Австрия) | Петер Хазе (Германия)     |
| Свыше 80 кг | Карл Свобода (Австрия)    | Бертольд Тандлер (Австрия)      | Франц Буххольц (Германия) |

## Ссылка
- Статистика Международной федерации тяжёлой атлетики